# Edmundo Luís Kunz
Edmundo Luís Kunz (* 11. März 1919 in Venâncio Aires, Rio Grande do Sul, Brasilien; † 12. September 1988) war Weihbischof in Porto Alegre.

## Leben
Edmundo Luís Kunz empfing am 30. November 1944 das Sakrament der Priesterweihe für das Erzbistum Porto Alegre. 
Am 1. August 1955 ernannte ihn Papst Pius XII. zum Titularbischof von Ptolemais in Phoenicia und zum Weihbischof in Porto Alegre. Der Erzbischof von Porto Alegre, Alfredo Vicente Scherer, spendete ihm am 30. Oktober desselben Jahres die Bischofsweihe; Mitkonsekratoren waren der Bischof von Passo Fundo, João Cláudio Colling, und der Bischof von Uruguaiana, Luiz Felipe de Nadal.
Edmundo Luís Kunz nahm an der zweiten, dritten und vierten Sitzungsperiode des Zweiten Vatikanischen Konzils teil.